# 장미의 복수
《장미의 복수》(A House In The Hills)는 미국에서 제작된 켄 와이더혼 감독의 1993년 멜로/로맨스, 스릴러 영화이다. 헬렌 슬레이터 등이 주연으로 출연하였고 패트리샤 포울크로드 등이 제작에 참여하였다.

## 출연

### 주연
- 헬렌 슬레이터
- 마이클 매드슨
- 제임스 로렌슨

### 조연
- 엘리사 다바로스
- 토니 베리